# Канна (растение)
Ка́нна (лат. Canna) — единственный род растений монотипного семейства Канновые (лат. Cannaceae), входящего в порядок Имбирецветные. Род насчитывает около 12 видов, распространённых в основном в Центральной и Южной Америке. Представители рода произрастают на открытых солнечных местах, на влажных, богатых гумусом почвах, по берегам рек и ручьёв, на приморских равнинах и в горных ущельях.

## Ботаническое описание
Канны — многолетние травянистые растения с ветвящимися корневищами и крупными листьями, двурядно расположенными на укороченных стеблях.
Цветки канн резко асимметричны. Они крупные, 4—8 см диаметром, яркие, жёлтые, оранжевые или красные. Лишь немногие виды имеют белые цветки. Они обоеполые, трёхчленные, снабжены овальным или ланцетным прицветником.
Плоды видов канны — трёхгнёздные локулицидные коробочки, имеющие овальную или цилиндрическую форму. Они созревают в течение 30—40 дней. На поверхности плода имеются характерные бородавчатые сочные выросты, которые затем высыхают и опадают, оболочка при этом становится тонкой, и коробочки медленно растрескиваются в верхней трети или до половины, освобождая круглые чёрные семена диаметром 6—10 мм, расположенные двумя вертикальными рядами в каждом гнезде.

## Хозяйственное значение и применение
Канны активно используются как декоративное растение, но в местностях с холодными зимами нуждаются в создании специальных условий для перезимовки. Возможно комнатное разведение.
Канны с древних времён культивировались индейцами тропической Америки из-за крахмалистых корневищ, употребляемых в пищу в печёном виде. Корневища некоторых видов канны содержат до 27 % крупнозернистого крахмала, известного в торговле под названием «квинслендский арроурут».
Стебли и листья растений идут на корм скоту.
Помимо стран Латинской Америки, канну культивируют также в Индии, Индонезии, Австралии и на Гавайских островах.

## Таксономия

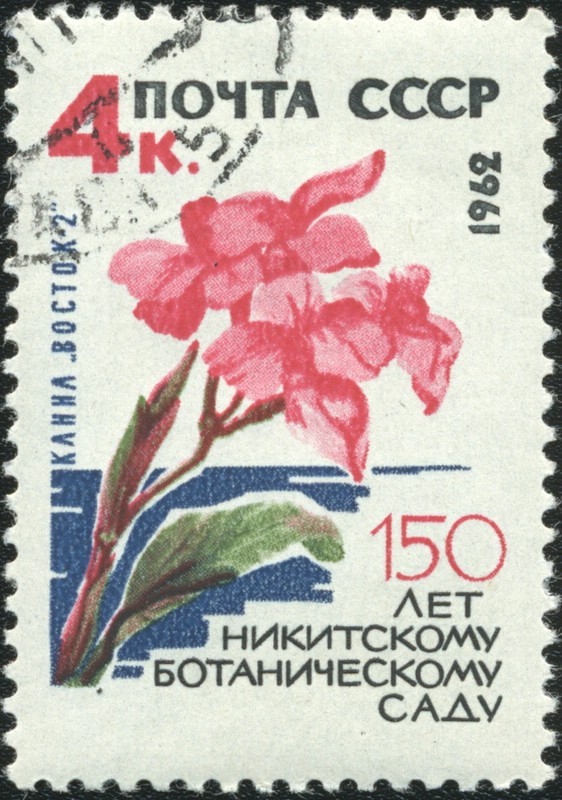
Марка СССР. 1962. ЦФА 2743

Canna L., Species Plantarum 1: 1. 1753.

### Синонимы
- Cannacorus Mill., Gard. Dict. ed. 4: s.p. (1754), nom. superfl.
- Katubala Adans., Fam. Pl. 2: 67 (1763).
- Eurystylus Bouché, Linnaea 18: 485 (1845).
- Distemon Bouché, Linnaea 18: 494 (1845).
- Xyphostylis Raf., Fl. Tellur. 4: 52 (1838).
- Achirida Horan., Prodr. Monogr. Scitam.: 18 (1862).

### Виды
По информации базы данных The Plant List (на июль 2016), род включает 12 видов:
- Canna bangii Kraenzl.
- Canna flaccida Salisb.
- Canna × generalis L.H.Bailey & E.Z.Bailey
- Canna glauca L.
- Canna indica L.
- Canna iridiflora Ruiz & Pav.
- Canna jaegeriana Urban.
- Canna liliiflora Warsc. ex Planch.
- Canna orchiodes L.H. Bailey
- Canna paniculata Ruiz & Pav.
- Canna pedunculata Sims.
- Canna tuerckheimii Kraenzl.

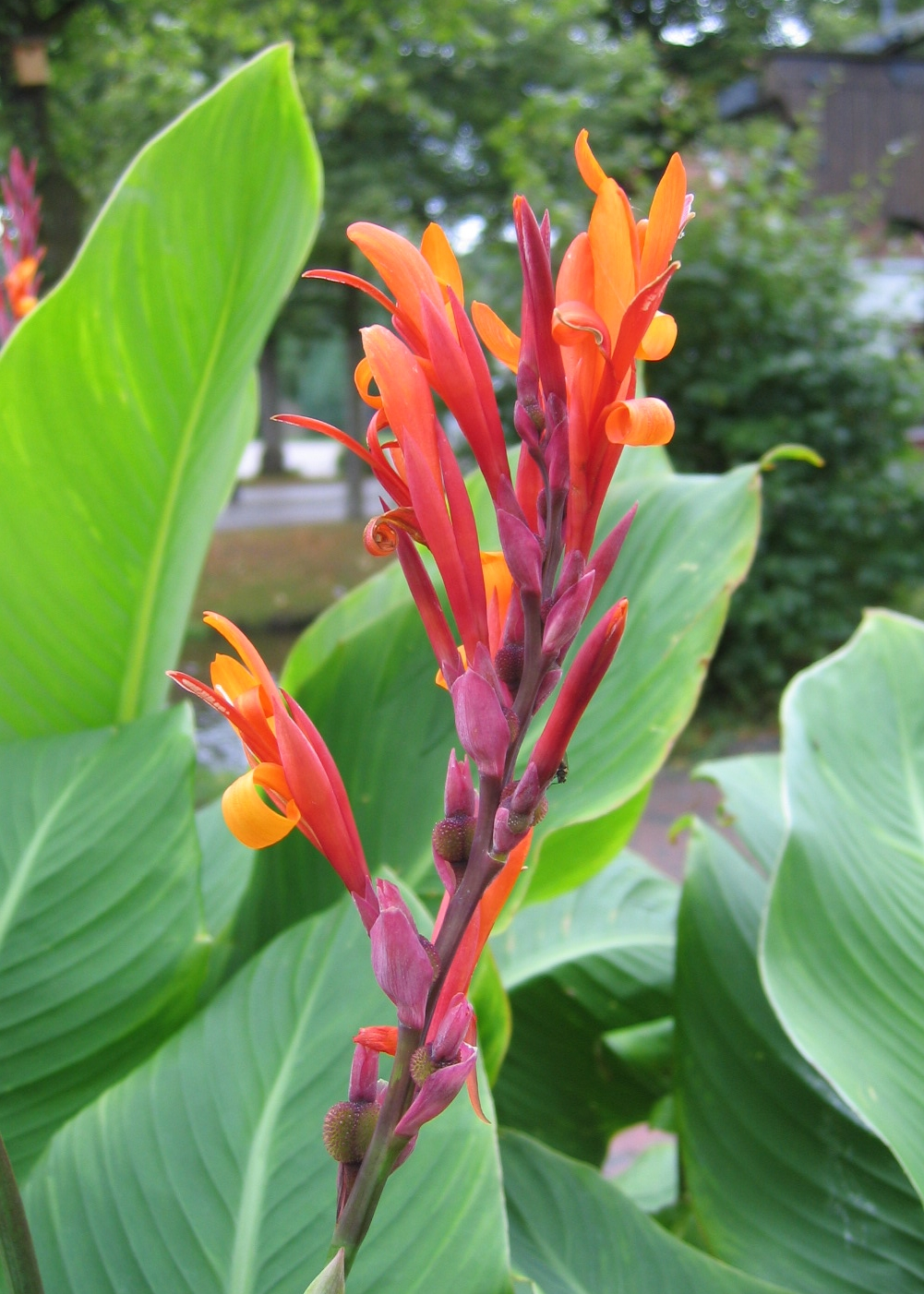
Canna indica
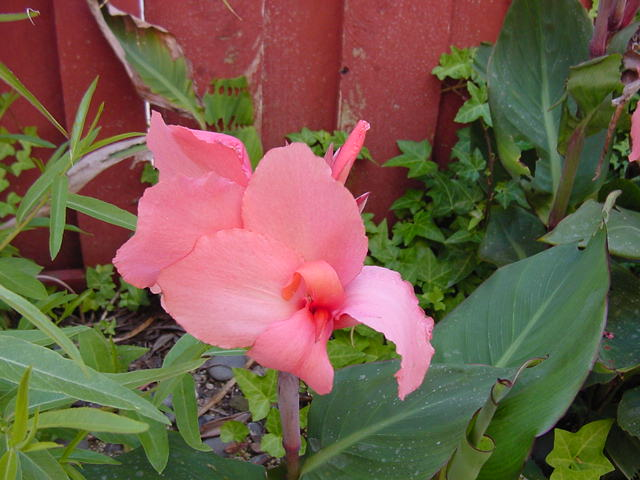
Canna liliiflora
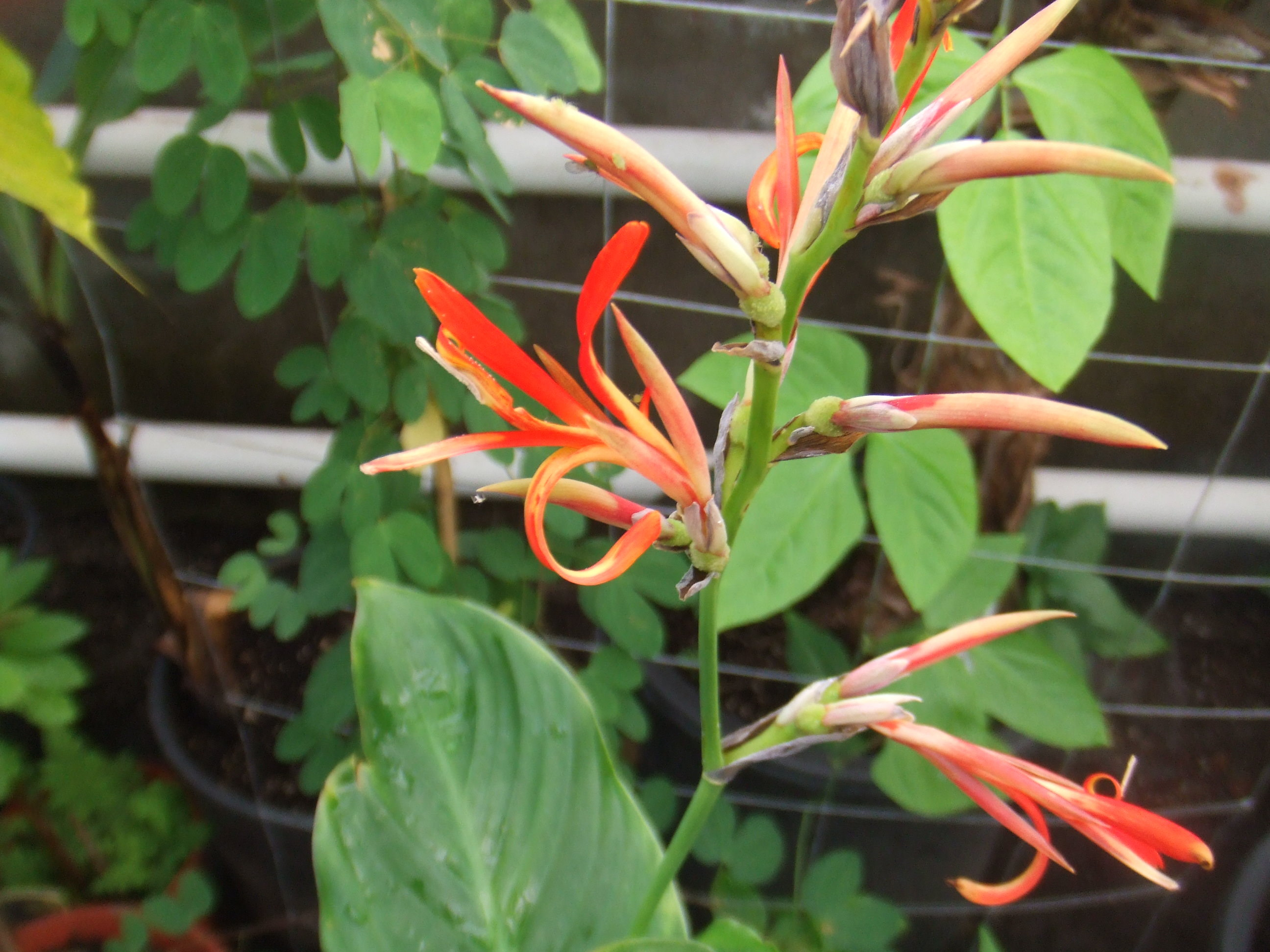
Canna brasiliensis